# Jonatan Ollén
Jonatan Magnus Ollén, född 6 juni 1880 i Adolf Fredriks församling, Stockholm, död 29 december 1962 i Hedvig Eleonora församling, Stockholm, var en svensk tidningsman. Han var son till Per Ollén och far till Gösta Ollén.
Ollén blev 1918 2:e redaktör för Svenska Morgonbladet. Han studerade de svenska missionerna i Amerika, Asien och Afrika och utgav Svenska missionsbragder (3 band, 1917–1921). Jonatan Ollén är begravd på Norra begravningsplatsen utanför Stockholm.